# جون راديت
جون راديت (24 نوفمبر 1976 في فرنسا - ) (بالفرنسية: Johan Radet)‏ هو لاعب كرة قدم فرنسي في مركز الدفاع. لعب مع نادي أوكسير.

## وصلات خارجية
- جون راديت على موقع رابطة كرة القدم الفرنسية للمحترفين (الإنجليزية)
- جون راديت على موقع قاعدة بيانات كرة القدم.إي يو (الإنجليزية)
- جون راديت على موقع عالم كرة القدم.نت (الإنجليزية)